# Ва-банк (фільм)
«Ва-банк» (пол. Vabank, 1981) — польська кримінальна комедія 1981 року. Режисерський дебют Юліуша Махульського. Одна з найвідоміших польських комедій. Його часто називають аналогом «Афери», американського фільму з Робертом Редфордом та Полом Ньюманом у головних ролях[джерело?]. Прототипом головного героя став відомий ведмежатник одеської школи Казімеж Чихоцький на прізвисько «Шпіцбрудка».
Музику до фільму написав відомий композитор, професор кафедри кінорежисури Кіношколи в Лодзі Генрик Кузняк. Для «Ва-банку» він навмисно розстроював деякі інструменти, щоб вони фальшували. Так він хотів передати звучання неідеального ресторанного оркестру — щоб у фільмі було, як у житті. Наприклад, у картині звучить розстроєне фортепіано і труби теж грають дещо фальшиво.

## Сюжет
Картина є ретростилізацією під 20-30-ті роки XX ст. та розповідає про легенду кримінального світу міжвоєнної Польщі, зломщика сейфів Генрика Квінто.
Варшава, жовтень 1934 року. Після шести років, проведених у в'язниці, на волю виходить відомий «ведмежатник» Генрик Квінто (Ян Махульський). Він вирішує зав'язати з минулим, повернутися до мирного життя та до гри у джазовому ансамблі зі своїм товаришем. На жаль, доки він був за ґратами, відбулися деякі зміни: його дружина живе з іншим чоловіком, а приятель Тадеуш, єдиний, хто підтримував його та писав йому листи до в'язниці, покінчив життя самогубством. Квінто дізнається, що причетним до «самогубства» є його колишній знайомий Густав Крамер, який спровокував його на грабунок банку, а потім підставив. Тепер Крамер — заможний банкір, він наживається на махінаціях із вкладами клієнтів банку, відбираючи в них кошти, а потім відмовляючись повертати назад. Таким же шляхом банкрутом став Тадеуш, якому стало відомо про темні Крамерові справи. Тепер Квінто планує геніальний план помсти. За допомогою свого давнього приятеля, спеціаліста із сигналізацій «Данця», та ще двох дрібних злодіїв він грабує Крамерів банк так, щоб усі підозри впали на самого Крамера. Залізне алібі директора банку виявляється вдало розіграним обманом, а майже всі вкрадені гроші поліція знаходить… у будинку Крамера.

## Актори

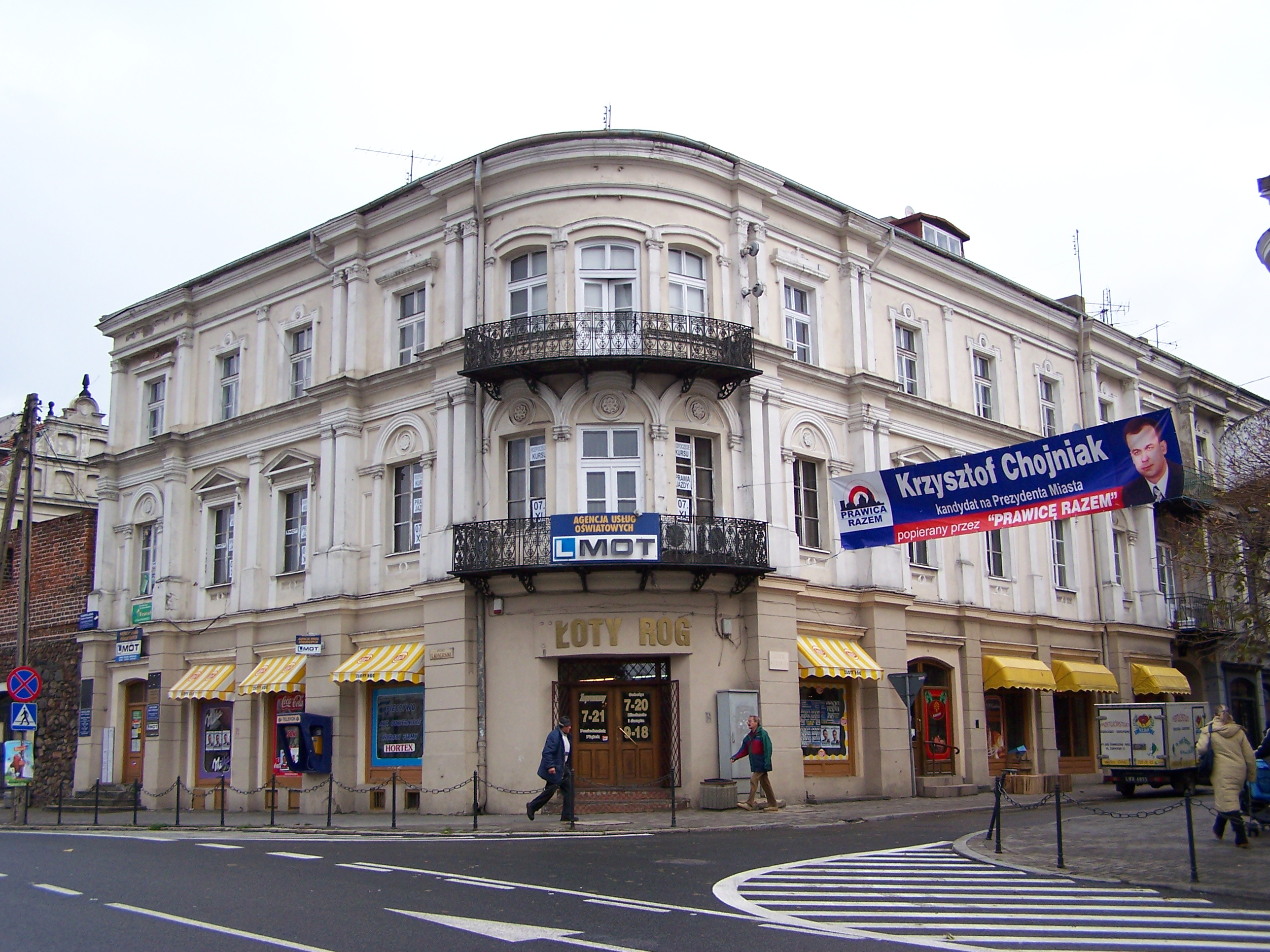
Зовнішній вигляд банку Крамера, будівля у Пйотркуві Трибунальськім

- Ян Махульський (Jan Machulski) — Генрик Квінто
- Леонард Петрашак (Leonard Pietraszak) — Густав Крамер
- Вітольд Пиркош (Witold Pyrkosz) — Дуньчик
- Яцек Хмельник (Jacek Chmielnik) — Мокс
- Кшиштоф Кєршновський (Krzysztof Kiersznowski) — Нута
- Ева Шикульська — Марта Рихлінська
- Здіслав Кужняр (Zdzisław Kuźniar) — Кремпітч
- Юзеф Пара (Józef Para) — комісар Пшигода
- Януш Міхаловський (Janusz Michałowski) — комісар Кареліцький
- Ельжбєта Зайонцувна (Elżbieta Zającówna) — Наталія
- Збігнєв Гейгер (Zbigniew Geiger) — Ставіський, секретар Крамера

## Місця зйомок
У фільмі не сказано де конкретно відбуваються події, проте у другій частині, Ва-банк-2, — це Варшава, тож можна припустити, що і перший фільм також мав місце у Варшаві. Однак зйомки самого міста були проведені у Пйотркуві Трибунальськім. Деякі кадри були відзняті в Лодзі, насамперед сцена на кладовищі та приміщення банку.

## Нагороди
- Фестиваль польських художніх фільмів у Гдині 1981 — приз за найкращий режисерський дебют
- МКФ у Карлових Варах 1982 — диплом журі
- МКФ у Манілі 1982 — спеціальний приз
- МКФ у Марселі 1982 — Гран-прі

## Фільм в радянському прокаті
У Радянському Союзі фільм транслювався з одноголосим закадровим перекладом кіностудії «Ленфільм». Текст читали Ігор Дмітрієв (прем'єрна версія 1985 року) і Ігор Добряков (версія 1987 року). Автор літературного перекладу Дмитро Брускін, режисер озвучування — Михайло Ордовський. Радянська версія фільму була приблизно на 10 хвилин коротшою ніж оригінальна.